# Großsteingrab Kutenholz
Das Großsteingrab Kutenholz war eine megalithische Grabanlage der jungsteinzeitlichen Trichterbecherkultur bei Kutenholz im Landkreis Stade (Niedersachsen). Es wurde im 18. Jahrhundert zerstört.

## Lage
Das Grab befand sich in Kutenholz in einem Garten.

## Beschreibung
Das Grab wurde am 2. April 1726 geöffnet. Martin Mushard veröffentlichte in seinem Hauptwerk Palaeogentilismus Bremensis eine Beschreibung der Anlage. Sie besaß eine doppelte kreisförmige oder ovale Umfassung und eine wohl ost-westlich orientierte Grabkammer mit fünf Decksteinen. Das Innere der Kammer war durch eine Quermauer zweigeteilt. Die Beschreibung ist zu ungenau, um den genauen Grabtyp sicher zu ermitteln, aufgrund der Größe muss es sich aber um einen Großdolmen oder ein Ganggrab gehandelt haben.
In einer Tiefe von 5 Fuß (ca. 1,5 m) wurde das Kammerpflaster entdeckt. Es bestand aus einer Schicht rot geglühter Feldsteine, welche direkt auf dem anstehenden Boden aufgebracht war. Etwa 0,3 m darüber wurden mehrere Funde gemacht. An der Westseite wurden zwei Keramikscherben entdeckt, unterhalb der anderen Decksteine wurden weitere Scherben sowie Holzkohle und ein Messer oder eine Speerspitze aus Feuerstein gefunden.